# Martí Ventolrà
Martí Ventolrà Puig (ur. 16 grudnia 1906 w Barcelonie, zm. 5 czerwca 1977 w Meksyku) – hiszpański piłkarz, reprezentant kraju. Grał na MŚ 1934.

## Kariera klubowa
Podczas kariery piłkarskiej występował w latach 1928–1930 w drużynie RCD Espanyol, z którą zdobył Puchar Króla, a także zdobył mistrzostwo Katalonii. Następnie w czasie gry w FC Barcelonie w latach 1933–1937 ponownie, dwukrotnie, zdobył mistrzostwo Katalonii.